# Eugen von Albedyll
Eugen Emil Richard von Albedyll (* 28. Juli 1842 in Arnswalde; † 11. März 1916 in Blankenburg (Harz)) war ein preußischer Generalleutnant.

## Leben

### Familie
Eugen entstammte dem Adelsgeschlecht von Albedyll und war das vierte von acht Kindern des Kreisrichters Georg Friedrich von Albedyll (1799–1864) und dessen Ehefrau Ottilie, geborene Fischer. 1875 heiratete er Anna von Langenn (* 27. Februar 1853 in Plagow; † 15. Januar 1917 in Blankenburg). Die beiden hatten keine Nachkommen.

### Militärkarriere
Albedyll trat am 4. November 1860 als Dreijährig-Freiwilliger in das Grenadier-Regiment „König Friedrich Wilhelm IV.“ (1. Pommersches) Nr. 2 der Preußischen Armee in Stettin ein. Dort wurde er am 13. November 1863 mit Patent vom 6. Oktober 1863 zum Sekondeleutnant befördert. Es folgten 1866 Verwendungen als Bataillonsadjutant und 1870/71 wurde Albedyll Premierleutnant und Adjutant der 16. Infanterie-Brigade in Torgau. Für seine Leistungen während des Krieges gegen Frankreich erhielt Albedyll das Eiserne Kreuz II. Klasse.
1872/73 folgte ein Kommando zum Großen Generalstab unter Generalfeldmarschall von Moltke. 1874 im Garde-Füsilier-Regiment in Berlin. 1875 wurde er Hauptmann und Kompaniechef. 1880 wurde er Adjutant der 1. Garde-Division, dann Adjutant im Stab des Gardekorps, Major im 3. Garde-Grenadier-Regiment „Königin Elisabeth“ und 1882 Bataillonskommandeur an der Hauptkadettenanstalt Groß-Lichterfelde. 1891 wurde er Oberstleutnant beim Stab des Großherzoglich Mecklenburgischen Füsilier-Regiments „Kaiser Wilhelm“ Nr. 90 in Rostock. Vom 27. Januar 1893 bis 17. Oktober 1895 kommandierte Albedyll als Oberst das Infanterie-Regiment „Großherzog Friedrich Franz II. von Mecklenburg-Schwerin“ (4. Brandenburgisches) Nr. 24 in Neuruppin. Anschließend à la suite des Regiments gestellt, wurde er Kommandant von Glatz und stieg mit der Beförderung zum Generalmajor am 16. Juni 1896 zum Kommandeur der 23. Infanterie-Brigade in Neiße auf. Am 22. Mai 1899 wurde Albedyll unter Verleihung des Charakters als Generalleutnant zur Disposition gestellt.

### Zivilleben
Er nahm seinen Ruhesitz in Blankenburg, wo er seinen vielseitigen Interessen, vorwiegend geistiger und künstlerischer Art, nach ging. Albedyll war hier Mittelpunkt einer literarischen Gesellschaft, die die aufgeschlossenen Bürger in sich vereinigte. Er starb dort am 11. März 1916 und wurde auf dem neuen Friedhof unterhalb der sog. Teufelsmauer beigesetzt. Sein Grab schmückte bis 1964 ein fast zwei Meter hoher gewaltiger Findling, in den mit kunstgeschmiedeten eisernen Buchstaben sein Name und der seiner später verstorbenen Ehefrau eingelassen waren. 1964 wurde das Grab von der lokalen Friedhofsverwaltung der DDR aufgelöst und neu belegt, die Inschrift auf dem Findling wurde entfernt.